# Hauenstein-Ifenthal
Hauenstein-Ifenthal is een gemeente en plaats in het Zwitserse kanton Solothurn en maakt deel uit van het district Gösgen.
Hauenstein-Ifenthal telt 290 inwoners.